# Méthode diagonale
Pour les articles homonymes, voir MD.

Méthode diagonale

La méthode diagonale (MD) est une règle de composition dans la photographie, la peinture et le dessin. Le photographe et professeur néerlandais Edwin Westhoff est tombé sur cette méthode en faisant des expérimentations visuelles afin d’examiner pourquoi la règle des tiers n’est pas si précise. Après avoir étudié une grande quantité de photos, de peintures et de gravures il a découvert que les points d’attention sont plutôt situés sur les diagonales d’un carré. Une photo est généralement une forme rectangulaire dans le rapport de quatre à trois ou de trois à deux, il faut donc regarder les quatre lignes bissectrices des angles. L’image est plus agréable à voir quand les éléments particuliers coïncident avec ces lignes.

## Théorie
D’après la MD les points d’attention se trouvent souvent exactement sur une ou plusieurs diagonales de 45 degrés d’un des quatre angles de l’image. Contrairement à d’autres règles de composition, comme la règle des tiers ou le nombre d’or, la MD n’attache presque pas de valeur aux lieux où les lignes se croisent et elle admet qu’un point d’attention se trouve de n’importe quelle position sur la diagonale. Tant que les détails se trouvent sur ces lignes, ils attirent l’attention. La MD exige pourtant que les points d’attention se trouvent exactement sur la diagonale avec une déviation maximale de un millimètre sur le format A4. Autrement que dans d’autres règles de composition la MD n’est pas utilisée afin d’améliorer la composition.

## Application
La MD est née d’une analyse de la façon dont les artistes composent les détails intuitivement et elle peut être mise aussi dans ce but. Ainsi Westhoff a découvert que quand on dessine des lignes avec un angle de 45 degrés à partir des angles d’une image on peut voir quels détails l’artiste visait. Les artistes et les photographes mettent des points d’attention dans une composition de façon intuitive. À l’aide de la MD on peut examiner quel détail l’auteur d’une photo, d’une peinture ou d’une gravure a voulu accentuer. D’après des recherches de Westhoff il s’est avéré que des détails importants, sur des tableaux et des gravures de Rembrandt se trouvent exactement sur des diagonales. On peut penser à des yeux, des mains ou des outils.
En plus on peut utiliser la MD comme une méthode pour recadrer ses propres œuvres. Depuis 2007 Photoshop Lightroom contient un outil pour recouper des photos selon la MD, à côté d’applications pour la règle des tiers et le nombre d’or. Depuis 2009 des scripts sont disponibles pour Paint Shop Pro, GIMP et Picture Window Pro. La mise en place des points d’attention sur les diagonales est difficile à exécuter de façon voulue mais elle peut être utilisée pendant la retouche. Ainsi le sujet principal peut être écarté vers un des angles à l’aide de la Méthode Diagonale.
La MD n’est applicable qu’à des images voulant relever ou accentuer certains détails, comme par exemple un portrait où une partie du corps vaut plus d’attention ou une photo de publicité avec laquelle on vante un certain produit. Sur certaines photos des paysages on voit également des détails importants comme des personnes, des arbres (isolés) ou des bâtiments qui peuvent être situés sur les diagonales, mais le plus souvent on veut montrer par des photos des paysages ou des bâtiments l’image totale tandis que souvent d’autres lignes, comme l’horizon, déterminent la composition de l’image.

## Fondement
Il est connu que les diagonales ainsi que la médiatrice, le point de gravité et les angles appartiennent aux lignes de force d’un carré et qu’elles sont considérées plus fortes que d’autres parties du carré. Jusqu’aujourd’hui on n’a pas encore examiné de quelle façon ses expériences valent aussi pour les rectangles de quatre à trois et de trois à deux. À côté du fondement pratique de la MD à travers différentes analyses on ne connaît pas de recherches scientifiques pouvant affirmer la MD également de façon théorétique. 